# نتريد إنديوم ثلاثي
 نتريد إنديوم ثلاثي مركب كيميائي له الصيغة InN ، وهي عبارة عن مادة نصف ناقلة .